# Condado de Cleburne (Alabama)
O Condado de Cleburne é um dos 67 condados do estado norte-americano do Alabama. De acordo com o censo de 2022, sua população é de 15.346 habitantes. A sede de condado é Heflin. Seu nome é uma homenagem a Patrick R. Cleburne (1828-1864), do Arkansas, major-general do Exército Confederado, falecido na Batalha de Franklin. O lado oriental do condado faz divisa com o estado da Geórgia.

## História
O condado foi fundado em 6 de dezembro de 1866, por um ato da legislatura estadual. O condado surgiu a partir do desmembramento de parte dos territórios dos condados de Calhoun, Randolph, e Talladega. Em 1867, Edwardsville se tornou a sede do condado. Uma eleição se realizou em 1905, mudando a sede para Heflin. O resultado da eleição que aprovou a transferência foi apelado à Suprema Corte que,  em 1º de julho de 1906, decidiu manter o resultado. Heflin era, até certo ponto, tida pelos fazendeiros da redondeza como o eixo para a distribuição da produção de algodão. Pouco tempo após a Guerra Civil, um grupo de investidores do norte criou a vila de Fruithurst como parte de um projeto de plantação de vinícolas, tornando-a, rapidamente, em um polo rico e sucedido no condado.

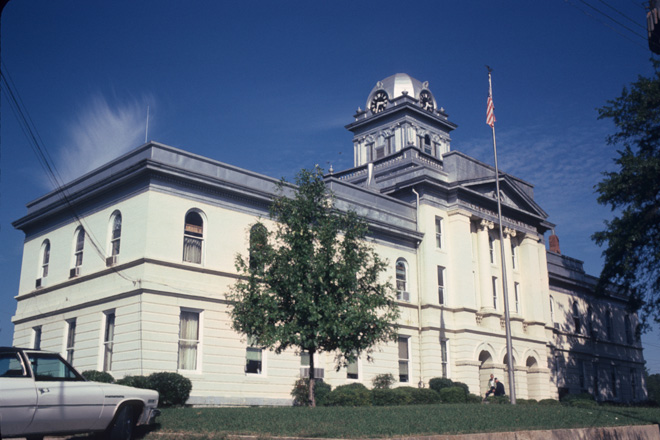
Tribunal do condado de Cleburne em Heflin, Alabama

## Geografia

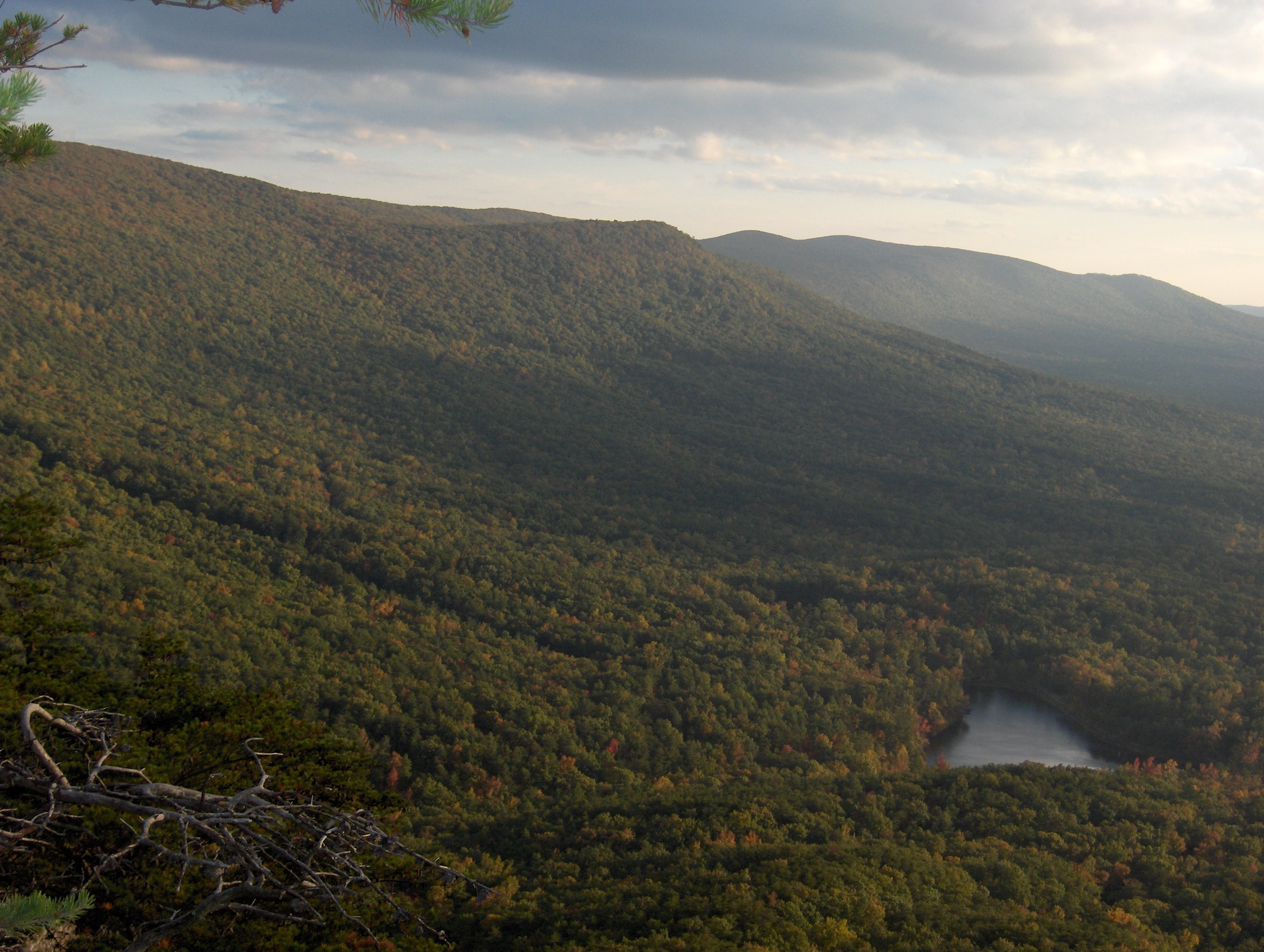
Monte Cheaha, Condado de Cleburne

De acordo com o censo, sua área total é de 1.450,5 km², destes sendo 1.448 km² de terra e 2,5 km² de água. É o quarto menor condado do Alabama em área de terra e o segundo menor em área total. No condado se localiza o ponto natural mais alto do estado, no Monte Cheaha, que faz parte da região meridional da cadeia de montanhas das Blue Ridge Mountains

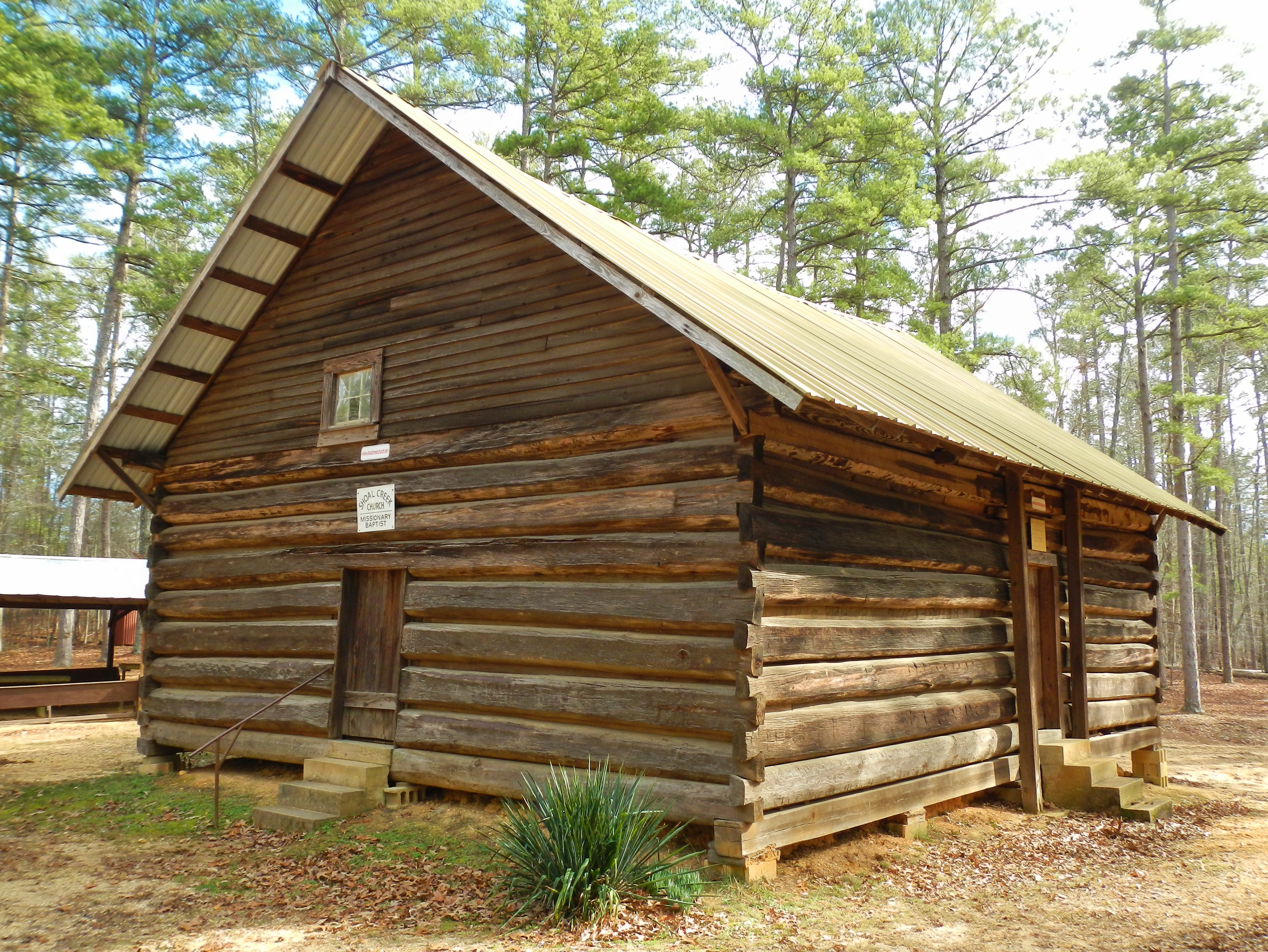
A Igreja Batista de Shoal Creek é um templo histórico localizado ao norte de Edwarsville, no Parque da Floresta Nacional de Talladega. A igreja foi construída em 1895 e adicionada ao Registro Nacional de Lugares Históricos em 4 de dezembro de 1974.

### Condados adjacentes
- Condado de Cherokee, norte
- Condado de Polk (Geórgia), nordeste
- Condado de Haralson (Geórgia), leste
- Condado de Carrol (Geórgia), sudeste
- Condado de Randolph, sul
- Condado de Clay, sudoeste
- Condado de Talladega, sudoeste
- Condado de Calhoun, oeste

### Área de proteção nacional
- Floresta Nacional de Talladega (parte)

## Transportes

### Principais rodovias
- Interstate 20
- U.S. Highway 78
- U.S Highway 431
- State Route 9
- State Route 46
- State Route 281

### Ferrovias
- Norfolk Southern Railway
- Amtrak

## Demografia
De acordo com o censo de 2022:
- População total: 15.346 habitantes
- Densidade: 10 hab/km²
- Residências: 6.888
- Famílias: 5.598
- Composição da população:
  - Brancos: 94,7%
  - Negros: 3%
  - Nativos americanos e do Alaska: 0,5%
  - Nativos havaianos e outros ilhotas do pacífico: 0,1%
  - Asiáticos: 0,2%
  - Duas ou mais raças: 1,5%
  - Hispânicos ou latinos: 2,7%

## Comunidades

### Cidades
- Heflin (sede)

### Vilas
- Edwardsville
- Fruithurst
- Ranburne

### Áreas Censitárias
- Hollis Crossroads

### Comunidades não-incorporadas
- Abel
- Abernathy
- Ai
- Arbacoochee
- Chulafinnee
- Hopewell
- Liberty Hill
- Muscadine
- Trickem